# Насу (Тотіґі)

37°1′11″ пн. ш. 140°7′16″ сх. д. / 37.01972° пн. ш. 140.12111° сх. д.
На́су (яп. 那須町, なすまち, МФА: [nasu mat͡ɕi̥]) — містечко в Японії, в повіті Насу префектури Тотіґі. Розташоване на півночі Кантоської рівнини, у верхньому басейні річки Нака. До 7 століття відповідало старояпонській провінції Насу, згодом — повіту Насу у складі провінції Сімоцуке. В середньовіччі було вотчиною самурайського роду Насу. Славилося скотарством, особливо конярством і пасовиськами. Станом на 1 жовтня 2008 площа містечка становила 372,31 км². Станом на 1 січня 2009 населення містечка становило 26 687 осіб.